# Heinrich Haslinde (Dichter)
Heinrich Haslinde (* 9. Mai 1878 in Castrop; † 11. November 1938 in Castrop-Rauxel) war Heimatdichter und Schriftsteller.

## Leben
Heinrich Haslinde besuchte die Rektoratsschule in seiner Heimatstadt Castrop. Er erlernte das Zuckerbäckerhandwerk, nahm am Ersten Weltkrieg teil und kehrte schließlich nach Castrop zurück, wo er im bürgerlichen Beruf als Inhaber einer Weinstube und eines Cafés tätig war.

## Werk
Haslindes Werke erschienen im Jahre 1923 im Castroper Stadtanzeiger und in den Jahrgängen 1927–1929 in der Castrop-Rauxeler Volkszeitung. Schon vorher und auch in späteren Jahren erschienen in unregelmäßiger Folge Gedichte und andere Publikationen des Dichters in der Lokalpresse und in Heimatblättern.
Haslinde schrieb u. a. das Epos Der Stadtpfeifer und den Roman Aus Eulenspiegels Geschlecht, dazu etliche Heimaterinnerungen, Kurzgeschichten und mit verschiedenen Orten der Stadt Castrop verbundene, aber nicht immer historisch authentische Gedichte. Seine Landknechtslieder lassen jene Kriegsbegeisterung nachklingen, die für heutige Leser schwer nachvollziehbar ist, aber den Kriegsfreiwilligen jener Tage vielfach zu eigen war. Darüber hinaus finden sich in Haslindes Werk allerdings auch zahlreiche, anschauliche Beschreibungen Castrops, seiner Umgebung und des Lebens seiner Bürger im ausgehenden 19. und beginnenden 20. Jahrhundert.

## Werke
- Aus wehrhafter Zeit. Landsknechtlieder und andere Gedichte. Lensing, Dortmund 1923.
- Aus Eulenspiegels Geschlecht: Ein Schelmen- u. Bürgerroman, Fr. Wilh. Ruhfus, Dortmund 1926.